# Артезиан (городище, Крым)
Артезиан — античное городище в Крыму на Керченском полуострове, бывшая древнегреческая колония, затем укрепленное поселение хоры Боспорского царства. Существовало в VI в. до н. э. — IV в. н. э., когда было окончательно разрушено и погибло в результате гуннского нашествия.
По мнению некоторых исследователей, именно на месте этого городища находился античный город Пароста, который упоминается у Плиния Старшего и Клавдия Птолемея.
Площадь городища составляет 7 га. Поселение было укреплено валами и рвами, в центре находилась защищенная каменными стенами цитадель с прямоугольными башнями. Также на территории городища обнаружены остатки двух изолированных фортов с фундаментами круглых башен высотой около 8—12 м.
По предположениям исследователей в Артезиане проживали государственные чиновники и располагался небольшой военный гарнизон с кавалерией.

## Разрушение городища
В 2016 году в связи со строительством федеральной трассы Р260 «Таврида» было выдано разрешение на организацию карьеров по добыче песка на территории городища.
В 2017 г. Минэкологии Крыма подтвердило лицензии ГУП «Крымгеология» на разработку, несмотря на то, что в зоне карьера оказались 20 курганов и 450 м² некрополя с античными гробницами, после чего без археологического обследования территории карьеров была начата добыча песка.